# Drosophila kurseongensis
Drosophila kurseongensis är en tvåvingeart som beskrevs av Gupta och Singh 1978. Drosophila kurseongensis ingår i släktet Drosophila och familjen daggflugor.
Artens utbredningsområde är Indien.